# Kolozsvári magyar nagygyűlés
Az 1918. december 22-én tartott kolozsvári magyar nagygyűlés az erdélyi magyarok tiltakozó gyűlése volt Erdély Romániához csatolása ellen, válaszul a december 1-jei gyulafehérvári román nagygyűlésre. A nagygyűlés, amelyen részt vettek a bánáti svábok és erdélyi szászok küldöttei is, valamint néhány román szociáldemokrata, egyenlőséget, szabadságot és önkormányzatot követelt az összes Erdélyben élő nemzet számára „az egységes és csonkítatlan Magyarország keretén belül.” 

## Megrendezésének körülményei
Az 1918. november 13-án megkötött belgrádi egyezménynek megfelelően a román hadsereg behatolt Erdélybe, és a francia katonai haderő parancsnokainak engedélyével folytatta az előrenyomulást az egyezményben előírt demarkációs vonalon túl is, azzal a céllal, hogy megszállja az 1916-ban kötött titkos szerződésben neki ígért területeket. December 1-jén az erdélyi románság képviselői nagygyűlést tartottak Gyulafehérváron, amelynek során kinyilvánították Erdély egyesülését Romániával, ennek folyományaképpen megalakult az Erdély ideiglenes kormányzati szervének szánt erdélyi kormányzótanács. A magyar kormány december 6-án felállította a Kelet-magyarországi Főkormánybiztosságot, amelynek feladata a kelet-magyarországi területek igazgatása és a területen élő magyar lakosság érdekképviselete volt. A hivatal élére Apáthy Istvánt nevezték ki. December 12-én Henri Berthelot tábornok engedélyezte Kolozsvár, Nagyvárad, Arad elfoglalását; ennek a magyar hadsereg nem tudott hathatósan ellenállni.
Válaszul a gyulafehérvári román nagygyűlésre az Erdélyi Nemzeti Tanács és a kolozsvári Székely Nemzeti Tanács december 22-ére magyar nagygyűlést hirdetett Kolozsvárra, hogy a magyarok és a németek állást foglaljanak Magyarország területi integritása mellett és a román megszállás ellen. Ugyan az erdélyi kormányzótanács kinyilvánította, hogy nem akadályozza a magyarok szabad véleménynyilvánítását, titokban arra utasította román nemzeti tanácsokat és nemzetőrséget, hogy gátolják a magyarok eljutását a rendezvényre. Egy nappal a nagygyűlés előtt a románok által már megszállt területekről olyan telefonértesítések érkeztek, hogy a katonai hatóság nem engedélyezte a küldöttek utazását. Traian Moșoiu tábornok, a román csapatok parancsnoka kilátásba helyezte, hogy ágyúval fogja szétoszlatni a nagygyűlést.

## Lebonyolítása

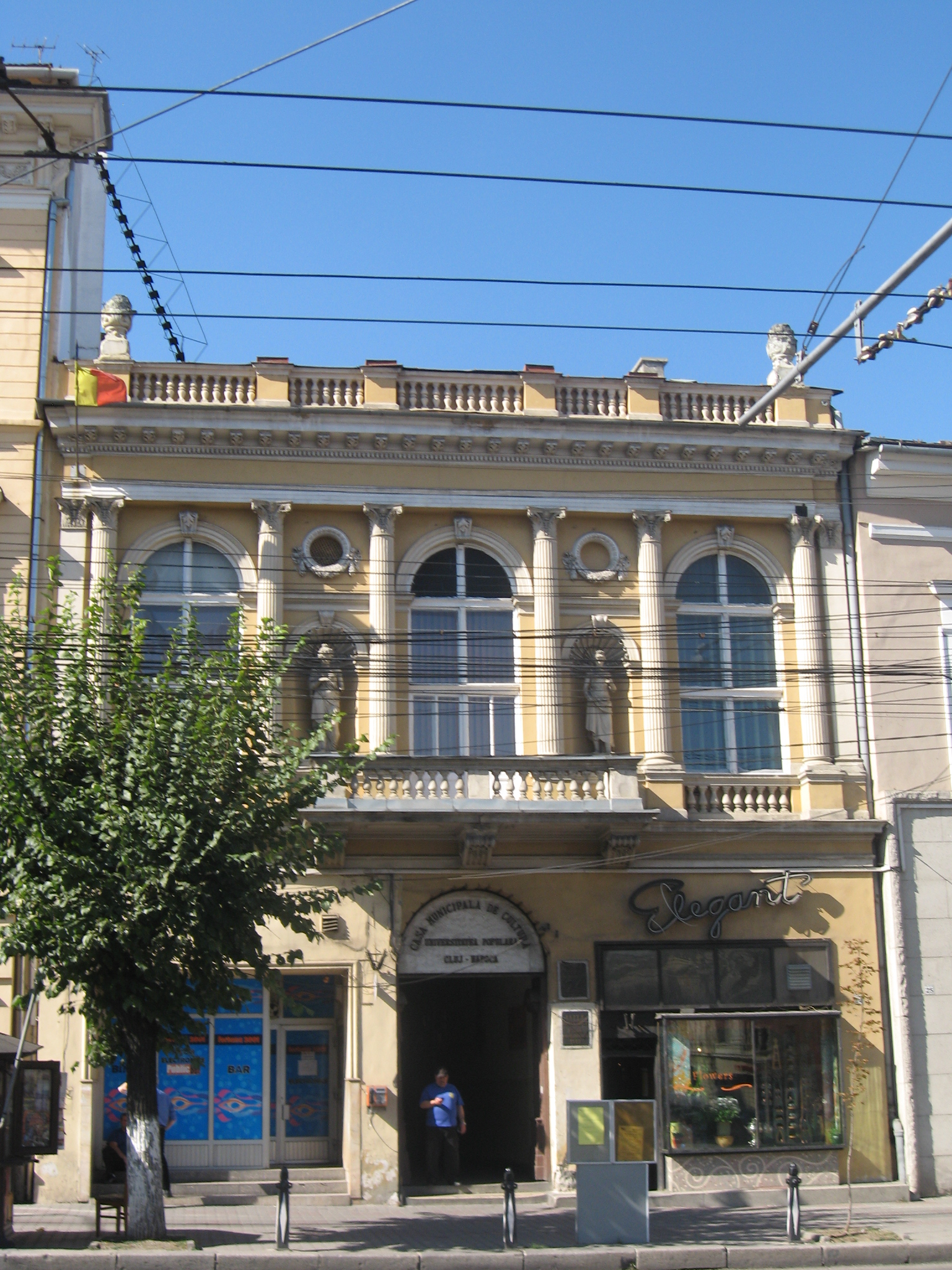
Az Iparos Egylet székháza

A gyűlést délelőtt fél tízre hirdették meg a kolozsvári Mátyás király térre. Amíg a küldöttek az Iparos Egylet székházában megvitatták a határozati javaslatot, a térre folyamatosan érkeztek magyar nemzeti zászlót illetve vörös zászlót hordozó csoportok. Tíz óra után a tér megtelt, a tömeg elénekelte a himnuszt, a vasutasok fúvószenekara eljátszotta a Marseillaise-t, majd a résztvevők magyar hazafias dalokat énekeltek. Az egyes források különböző becsléseket adnak az összegyűltek számát illetően: tizenkét-tizenötezer, több tízezer, negyvenezer, ötvenezer,, negyvenezer és százhúszezer fő között. A gyűlést összehívó Apáthy István negyvenezerre becsülte a tömeg létszámát. A különböző társadalmi szervezetek küldöttei többféle társadalmi osztályból származtak, többféle foglalkozást képviseltek, és nem csak Erdélyből, hanem a Bánságból, a Körösvidékről és az Alföldről is érkeztek. Részt vettek a román szocialisták, illetve a bánsági svábok és erdélyi szászok képviselői is.
A gyűlést a szociáldemokrata Újhelyi Ferenc nyitotta meg. Beszédet mondott Apáthy István főkormánybiztos, Janovics Jenő, az erdélyi Nemzeti Tanács alelnöke, Sándor József, a Székely Nemzeti Tanács elnöke, valamint Sava Ştrengar Demian és Gheorghe Averescu a román szociáldemokraták képviseletében. A beszédekben eltérő célok jelentek meg a felszólalók eltérő pártállásának megfelelően; az egyik román szociáldemokrata például azt javasolta, hogy Erdély legyen a svájci kantonok mintáján alapuló köztársaság. Miután a megbízólevéllel érkezett küldöttek elfogadták a szocialisták által készített határozattervezetet, Vincze Sándor, az erdélyi Nemzeti Tanács elnöke felolvasta a téren egybegyűlt tömegnek jóváhagyás végett. Ez kimondta, hogy „Kelet-Magyarországnak Kolozsvárt 1918. december 22-én összesereglett különböző vallású és fajú népei kijelentik a Wilson-féle elvek értelmében gyakorolt önrendelkezési joguk alapján, hogy Magyarországgal egyazon népköztársasági állami közösségben kívánnak élni és az egységes és csonkítatlan Magyarország keretein belül követelik minden itt lakó nemzet számára a teljes egyenlőséget, szabadságot és önkormányzatot.”

## A következő napok eseményei

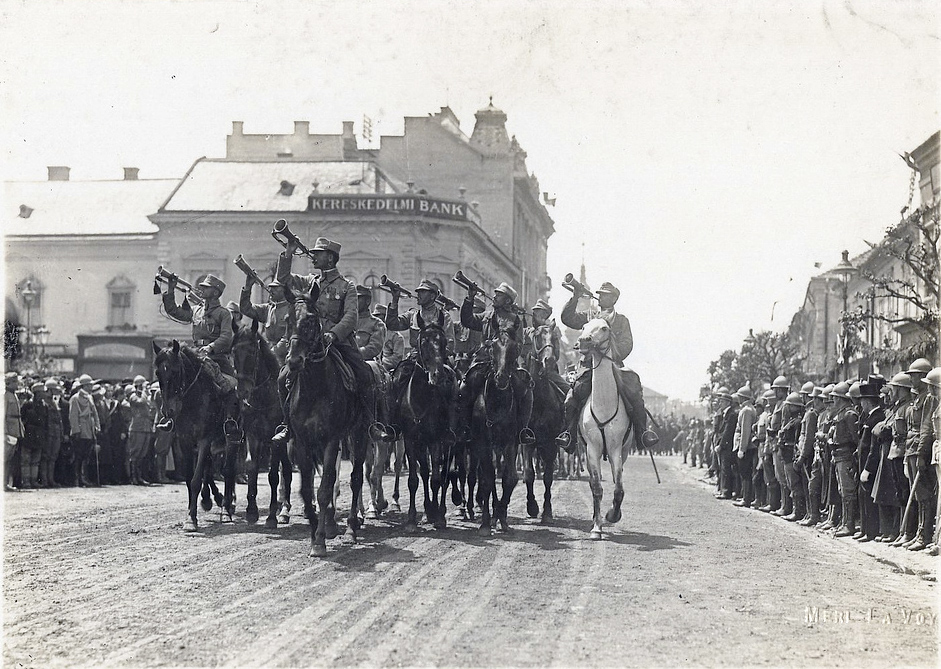
A román hadsereg bevonulása Kolozsvárra, 1918. december 24.

December 23-án az utolsó székely csapatok elhagyták Kolozsvárt, és a városba érkezett a negyven román tiszt beszállásolát előkészítő személyzet. Ugyanezen a napon a város polgármestere, Haller Gusztáv Apahidán megbeszélést folytatott Gherescu tábornokkal a megszállás részleteit illetően. December 24-én délelőtt a 7. román hadosztály két üteg tüzérséggel és mintegy 4000 fővel, élén Gherescu tábornokkal bevonult Kolozsvárra.